# Infected
Az 1986-os Infected a The The második nagylemeze. A munkálatok során állítólag 67 zenész és 3 producer működött közre. A dalok olyan témákkal foglalkoznak, mint a társadalomtól való elidegenedés, és a melankólia, ami a fiatalemberekre jellemző.
2000-ben 99. lett a Q magazin minden idők 100 legjobb brit albuma listáján. Szerepel az 1001 lemez, amit hallanod kell, mielőtt meghalsz című könyvben.

## Az album dalai
|     | Cím                                              | Szerző(k)              | Hossz |
| --- | ------------------------------------------------ | ---------------------- | ----- |
| 1.  | Infected                                         | Matt Johnson           | 4:49  |
| 2.  | Out of the Blue (Into the Fire)                  | Johnson                | 5:10  |
| 3.  | Heartland                                        | Johnson, Warne Livesey | 5:01  |
| 4.  | Angels of Deception                              | Johnson                | 4:37  |
| 5.  | Sweet Bird of Truth                              | Johnson                | 5:22  |
| 6.  | Slow Train to Dawn                               | Johnson                | 4:14  |
| 7.  | Twilight of a Champion                           | Johnson, Roli Mosimann | 4:22  |
| 8.  | The Mercy Beat                                   | Johnson                | 7:22  |
| 9.  | Infected (12" verzió) (bónusz a CD-n)            | Johnson                | 6:12  |
| 10. | Sweet Bird of Truth (12" verzió) (bónusz a CD-n) | Johnson                | 7:37  |
| 11. | Slow Train to Dawn (12" verzió) (bónusz a CD-n)  | Johnson                | 6:36  |

## Kislemezek
| Dátum           | Cím                 | Helyezés (UK) | Megjegyzés                         |
| --------------- | ------------------- | ------------- | ---------------------------------- |
| 1986. augusztus | Heartland           | 29            | -                                  |
| 1986. október   | Infected            | 48            | -                                  |
| 1987. január    | Slow Train to Dawn  | 64            | Johnson énekét Neneh Cherry kíséri |
| 1987. május     | Sweet Bird of Truth | 55            | Johnson énekét Anna Domino kíséri  |

## Közreműködők
- Steve Aitken – harsona (7)
- Astarti String Orchestra (vezényel: Gavin Wright) – vonósok (2, 3)
- Guy Barker – trombita (1), szárnykürt (2)
- Pete Beachill – harsona (2)
- Andy Blake – baritonszaxofon (7)
- Dan Brown – basszusgitár (1, 2)
- Steve Brown – basszusgitár (4)
- Neneh Cherry – vokál (6)
- Dave Clayton – szintetizált basszus (6)
- Sir Barrence Clempson – hangmérnökasszisztens
- Jeff Clyne – akusztikus basszusgitár (2, 4)
- The Croquets – háttérvokál (4, 8)
- The Deaf Section – rézfúvósok (8)
- Dave DeFries – trombita (7)
- Andy Dog – művészi munka
- Anna Domino – háttérvokál (5)
- Anne Dudley – hangszerelés (8)
- Philip Eastop – kürt (7)
- John Edcott – trombita (7)
- Steve Hogarth – zongora (3)
- Luis Jardim – ütőhangszerek (1–4, 8)
- Bashiri Johnson – ütőhangszerek (5)
- Matt Johnson – zene, dalszövegek, vonósok dallamának megírása (2, 3), gitár, billentyűk, ének, ütőhangszerek (2), producer (1–3, 5–7)
- Mike Johnson – hangmérnök (5, 7)
- Judd Lander – szájharmonika (3)
- Gary Langan – producer (4, 8), hangmérnök (4, 8)
- Warne Livesey – vonósok dallamának megírása és hangszerelése (2, 3), rézfúvósok dallamának megírása (8), basszusgitár (3), háttérvokál (3), orgona (6), producer (1–3, 6), hangmérnök (1, 2, 5, 6), újrakeverés (4, 8)
- Zeke Manyika – háttérvokál (1, 3)
- Mini Matt – hangmérnökasszisztens
- Barbara Milne – hangmérnökasszisztens
- Bob Mintzer – szaxofon (5)
- Gary Mobeley – Fairlight operátor (8)
- Roli Mosimann – zene (7), programozás (5, 7), ütőhangszerek (5), producer (5, 7)
- Tessa Niles – háttérvokál (1–3)
- David Palmer – dob (1–4, 6, 8)
- Steve Peck – hangmérnök (5, 7)
- Andrew Poppy – rézfúvósok hangszerelése és zeneszerzés (7)
- Steve Reece – hangmérnökasszisztens
- Mark Robinson – hangmérnökasszisztens
- Ashley Slater – harsona (7)
- Jamie Talbot – szaxofon (6)
- John Thirkell – trombita (6)
- Peter Woodroffe – hangmérnökasszisztens

## Fordítás
Ez a szócikk részben vagy egészben az Infected (The The album) című angol Wikipédia-szócikk ezen változatának fordításán alapul.  Az eredeti cikk szerkesztőit annak laptörténete sorolja fel. Ez a jelzés csupán a megfogalmazás eredetét és a szerzői jogokat jelzi, nem szolgál a cikkben szereplő információk forrásmegjelöléseként.